# Camminando camminando 2
Camminando camminando 2 è un album del cantante Angelo Branduardi, pubblicato il 7 febbraio 2012 dall'etichetta EMI.
È una raccolta di brani pubblicati dal 1996, tratti da diversi album quali Futuro antico I, Il dito e la luna, L'infinitamente piccolo, Altro ed altrove, Senza spina e Così è se mi pare. Contrariamente al precedente disco Camminando camminando del 1996, composto principalmente da registrazioni dal vivo inedite, questo secondo volume è composto da incisioni in studio già pubblicate: l'unico brano inedito è Rataplan, incluso in due versioni, scritto insieme a Giorgio Faletti.

## Tracce
1. Rataplan (radio edit) – 2:32
2. A l'entrada del temps clar – 2:34
3. Calenda maia – 2:54
4. Il giocatore di biliardo – 3:50
5. Il dito e la luna – 3:28
6. Per ogni matematico – 2:36
7. Il cantico delle creature – 3:35
8. Il sultano di Babilonia e la prostituta – 5:25
9. Nelle paludi di Venezia Francesco si fermò per pregare e tutto tacque – 3:48
10. Laila Laila – 3:13
11. Ch'io sia la fascia – 2:52
12. Il denaro dei nani – 3:22
13. La tempesta – 4:39
14. Gira la testa – 3:12
15. Favola di Natale a New York – 4:08
16. Rataplan – 2:57

## Formazione
- Angelo Branduardi – voce, cori
- Leonardo Pieri – tastiera
- Gigi Cappellotto – basso
- Lele Melotti – batteria
- Davide Ragazzoni – percussioni
- Maurizio Pica – chitarra
- Francesca Torelli – chitarra barocca
- Luigi Lai – launeddas
- Valentino Corvino – violino
- Diego Frabetti – tromba
- Luigi Mario Lupo – flauto barocco